# Croisilles (Orne)
Croisilles é uma comuna francesa na região administrativa da Normandia, no departamento de Orne. Estende-se por uma área de 11,32 km². Em 2010 a comuna tinha 213 habitantes (densidade: 18,8 hab./km²).